# Statistiche e record del Parma Calcio 1913

Il Parma della stagione 1996-1997 eguagliò il secondo posto in Serie A, suo migliore piazzamento di sempre nel campionato italiano, e ottenne la prima qualificazione della sua storia in UEFA Champions League.

Nella presente pagina sono riportate le statistiche nonché record riguardanti il Parma Calcio 1913, società calcistica italiana per azioni con sede a Parma.

## Partecipazione ai campionati
Di seguito una tabella raffigurante la partecipazione del Parma ai campionati di calcio.
| Livello | Categoria            | Partecipazioni | Debutto | Ultima stagione | Totale |
| ------- | -------------------- | -------------- | ------- | --------------- | ------ |
| 1º      | Prima Divisione      | 1              | 1925-26 | 1925-26         | 28     |
| 1º      | Serie A              | 28             | 1990-91 | 2024-25         | 28     |
| 2º      | Seconda Divisione    | 3              | 1922-23 | 1924-25         | 36     |
| 2º      | Prima Divisione Nord | 3              | 1926-27 | 1928-29         | 36     |
| 2º      | Serie B              | 30             | 1929-30 | 2023-24         | 36     |
| 3º      | Prima Divisione      | 3              | 1932-33 | 1934-35         | 30     |
| 3º      | Serie C              | 20             | 1935-36 | 1977-78         | 30     |
| 3º      | Serie C1             | 6              | 1978-79 | 1985-86         | 30     |
| 3º      | Lega Pro             | 1              | 2016-17 | 2016-17         | 30     |
| 4º      | Serie D              | 5              | 1966-67 | 2015-16         | 5      |
| 5º      | Prima Categoria      | 1              | 1968-69 | 1968-69         | 1      |

### In dettaglio dal 1990 al 2024[1]
| Stagione | Camp.    | Pos. | G  | V  | N  | P  | GF | GS | Pt. | Coppa Nazionale         | Europa                      | Europa                       | Altre Competizioni  | Altre Competizioni |
| -------- | -------- | ---- | -- | -- | -- | -- | -- | -- | --- | ----------------------- | --------------------------- | ---------------------------- | ------------------- | ------------------ |
| 1990-91  | Serie A  | 5º   | 34 | 13 | 12 | 9  | 35 | 31 | 38  | 2º turno                | -                           | -                            | -                   | -                  |
| 1991-92  | Serie A  | 6º   | 34 | 11 | 16 | 7  | 32 | 28 | 38  | Campione                | Coppa UEFA                  | Trentaduesimi di finale      | -                   | -                  |
| 1992-93  | Serie A  | 3º   | 34 | 16 | 9  | 9  | 47 | 34 | 41  | Quarti di finale        | Coppa delle Coppe           | Campione                     | Supercoppa italiana | Finale             |
| 1993-94  | Serie A  | 5º   | 34 | 17 | 7  | 10 | 50 | 35 | 41  | Semifinale              | Coppa delle Coppe           | Finale                       | Supercoppa UEFA     | Campione           |
| 1994-95  | Serie A  | 2º   | 34 | 18 | 9  | 7  | 51 | 31 | 63  | Finale                  | Coppa UEFA                  | Campione                     | -                   | -                  |
| 1995-96  | Serie A  | 5º   | 34 | 16 | 10 | 8  | 44 | 31 | 58  | 2º turno                | Coppa delle Coppe           | Quarti di finale             | Supercoppa italiana | Finale             |
| 1996-97  | Serie A  | 2º   | 34 | 18 | 9  | 7  | 41 | 26 | 63  | 2º turno                | Coppa UEFA                  | Trentaduesimi di finale      | -                   | -                  |
| 1997-98  | Serie A  | 5º   | 34 | 15 | 12 | 7  | 55 | 39 | 57  | Semifinale              | Champions League            | 1º turno                     | -                   | -                  |
| 1998-99  | Serie A  | 4º   | 34 | 15 | 10 | 9  | 55 | 41 | 55  | Campione                | Coppa UEFA                  | Campione                     | -                   | -                  |
| 1999-00  | Serie A  | 5º   | 34 | 16 | 10 | 8  | 52 | 37 | 58  | Ottavi di finale        | Champions League Coppa UEFA | Preliminare Ottavi di finale | Supercoppa italiana | Campione           |
| 2000-01  | Serie A  | 4º   | 34 | 16 | 8  | 10 | 51 | 31 | 56  | Finale                  | Coppa UEFA                  | Ottavi di finale             | -                   | -                  |
| 2001-02  | Serie A  | 10º  | 34 | 12 | 8  | 14 | 43 | 47 | 44  | Campione                | Champions League Coppa UEFA | Preliminare Ottavi di finale | -                   | -                  |
| 2002-03  | Serie A  | 5º   | 34 | 15 | 11 | 8  | 55 | 36 | 56  | 2º turno                | Coppa UEFA                  | 2º turno                     | Supercoppa italiana | Finale             |
| 2003-04  | Serie A  | 5º   | 34 | 16 | 10 | 8  | 57 | 46 | 58  | Quarti di finale        | Coppa UEFA                  | 3º turno                     | -                   | -                  |
| 2004-05  | Serie A  | 17º  | 38 | 10 | 12 | 16 | 48 | 65 | 42  | Ottavi di finale        | Coppa UEFA                  | Semifinale                   | -                   | -                  |
| 2005-06  | Serie A  | 7º   | 38 | 12 | 9  | 17 | 46 | 60 | 45  | Ottavi di finale        | -                           | -                            | -                   | -                  |
| 2006-07  | Serie A  | 12º  | 38 | 10 | 12 | 16 | 41 | 56 | 42  | Quarti di finale        | Coppa UEFA                  | Sedicesimi di finale         | -                   | -                  |
| 2007-08  | Serie A  | 19º  | 38 | 7  | 13 | 18 | 42 | 62 | 34  | 3º turno                | -                           | -                            | -                   | -                  |
| 2008-09  | Serie B  | 2º   | 42 | 19 | 19 | 4  | 65 | 34 | 76  | 3º turno                | -                           | -                            | -                   | -                  |
| 2009-10  | Serie A  | 8º   | 38 | 14 | 10 | 14 | 46 | 51 | 52  | 3º turno                | -                           | -                            | -                   | -                  |
| 2010-11  | Serie A  | 12º  | 38 | 11 | 13 | 14 | 39 | 47 | 46  | Quarti di finale        | -                           | -                            | -                   | -                  |
| 2011-12  | Serie A  | 8º   | 38 | 15 | 11 | 12 | 54 | 53 | 56  | 4º turno                | -                           | -                            | -                   | -                  |
| 2012-13  | Serie A  | 10º  | 38 | 13 | 10 | 15 | 45 | 46 | 49  | Ottavi di finale        | -                           | -                            | -                   | -                  |
| 2013-14  | Serie A  | 6º   | 38 | 15 | 13 | 10 | 58 | 46 | 58  | Ottavi di finale        | -                           | -                            | -                   | -                  |
| 2014-15  | Serie A  | 20°  | 38 | 6  | 8  | 24 | 33 | 75 | 19  | Quarti di finale        | -                           | -                            | -                   | -                  |
| 2015-16  | Serie D  | 1°   | 38 | 28 | 10 | 0  | 82 | 17 | 94  | 1º Turno                | -                           | -                            | -                   | -                  |
| 2016-17  | Lega Pro | 2°   | 38 | 20 | 10 | 8  | 55 | 36 | 70  | Fase a gironi           | -                           | -                            | Play-off            | Campione           |
| 2017-18  | Serie B  | 2°   | 42 | 21 | 9  | 12 | 57 | 37 | 72  | 2º turno                | -                           | -                            | -                   | -                  |
| 2018-19  | Serie A  | 14°  | 38 | 10 | 11 | 17 | 41 | 61 | 41  | 3º turno                | -                           | -                            | -                   | -                  |
| 2019-20  | Serie A  | 11°  | 38 | 14 | 7  | 17 | 56 | 57 | 49  | Ottavi di finale        |                             |                              |                     |                    |
| 2020-21  | Serie A  | 20°  | 38 | 3  | 11 | 24 | 39 | 83 | 20  | Ottavi di finale        |                             |                              |                     |                    |
| 2021-22  | Serie B  | 12°  | 38 | 11 | 16 | 11 | 48 | 43 | 49  | Trentaduesimi di finale |                             |                              |                     |                    |
| 2022-23  | Serie B  | 4°   | 38 | 17 | 10 | 11 | 48 | 39 | 60  | Ottavi di finale        |                             |                              | Play-off            | Semifinale         |
| 2023-24  | Serie B  | 1°   | 38 | 21 | 13 | 4  | 66 | 35 | 76  | Ottavi di finale        |                             |                              |                     |                    |

## Partecipazioni alle coppe europee[1]
| Competizioni UEFA | G   | V  | N  | P  | GF  | GS | Miglior Risultato              |
| ----------------- | --- | -- | -- | -- | --- | -- | ------------------------------ |
| Champions League  | 12  | 6  | 3  | 3  | 15  | 10 | Fase a gironi (1997-98)        |
| Coppa delle Coppe | 24  | 14 | 4  | 6  | 23  | 10 | Campione (1992-93)             |
| Coppa UEFA        | 87  | 50 | 16 | 21 | 131 | 77 | Campione (1994-95) - (1998-99) |
| Supercoppa UEFA   | 2   | 1  | 0  | 1  | 2   | 1  | Campione (1993)                |
| Totale            | 125 | 71 | 23 | 31 | 171 | 98 |                                |

## Statistiche di squadra[1]
Includendo la stagione in corso, il club ha partecipato a 85 campionati, di cui 27 a campionati di primo livello, 32 di secondo livello, 30 di terzo livello, 5 di quarto e uno di quinto. Dall'istituzione del campionato a girone unico nel 1929, la squadra ottiene nel 1996-97 il suo miglior piazzamento finale (secondo posto in Serie A).
I gialloblu hanno vinto 3 edizioni della Coppa Italia e disputato 2 finali di questa competizione; il Parma ha anche vinto 1 delle 3 edizioni della Supercoppa italiana a cui ha partecipato.
Per quanto riguarda le competizioni europee, è detentrice della Coppa delle Coppe 1992-93, delle Coppa UEFA 1994-95 e di quella 1998-99, della Supercoppa UEFA 1993 ed ha disputato la finale di Coppa delle Coppe 1993-94.

### Piazzamenti nel ranking UEFA
Di seguito sono riportati i piazzamenti nel Ranking UEFA.

### Piazzamenti nelle coppe
- Coppa Italia

finalista 1994-95, 2000-01
- Supercoppa italiana

finalista 1992, 1995, 2002
- 1 edizione di UEFA Champions League disputata, più 2 preliminari persi
- 3 edizioni di Coppa delle Coppe disputate

finalista 1993-94
- 11 edizioni di Coppe UEFA disputate

## Statistiche individuali

### Lista dei capitani
| Calciatore           | Ruolo | Stagioni al club                                       | Stagioni da capitano | Presenze | Reti |
| -------------------- | ----- | ------------------------------------------------------ | -------------------- | -------- | ---- |
| Ivo Cocconi          | D     | 1948-1962                                              | 1953-1962 (9)        | 308      | 4    |
| Primo Sentimenti     | D     | 1959-1964                                              | 1962-1964 (2)        | 113      | 0    |
| Ermes Polli          | C     | 1958-1969                                              | 1964-1969 (5)        | 307      | 2    |
| Gianni Caleffi       | D     | 1969-1972                                              | 1969-1972 (3)        | 64       | 3    |
| Michele Benedetto    | D     | 1972-1977                                              | 1972-1977 (5)        | 129      | 1    |
| Fausto Daolio        | C     | 1972-1975 e 1976-1978                                  | 1977-1978 (1)        | 160      | 9    |
| Giovanni Colonnelli  | C     | 1971-1979                                              | 1977-1978 (1)        | 242      | 18   |
| Lucio Mongardi       | C     | 1977-1980                                              | 1979-1980 (1)        | 83       | 2    |
| Fabio Borzoni        | A     | 1976-1977 e 1979-1981                                  | 1980-1981 (1)        | 84       | 18   |
| Fabrizio Larini      | C     | 1981-1983                                              | 1981-1983 (2)        | 46       | 0    |
| Stefano Mariani      | A     | 1982-1984                                              | 1983-1984 (2)        | 67       | 6    |
| Roberto Bruno        | D     | 1984-1987                                              | 1984-1987 (3)        | 89       | 0    |
| Davide Zannoni       | C     | 1985-1988                                              | 1987-1988 (1)        | 75       | 16   |
| Valeriano Fiorin     | C     | 1985-1989                                              | 1988-1989 (1)        | 126      | 3    |
| Lorenzo Minotti      | D     | 1987-1996                                              | 1989-1996 (7)        | 280      | 29   |
| Luigi Apolloni       | D     | 1987-1999                                              | 1996-1999 (3)        | 304      | 8    |
| Antonio Benarrivo    | D     | 1991-2004                                              | 1999-2004 (5)        | 362      | 6    |
| Giuseppe Cardone     | D     | 2003-2008                                              | 2004-2008 (4)        | 58       | 2    |
| Luca Bucci           | P     | 1985-1986, 1988-1990, 1993-1997, 1997-1998 e 2004-2008 | 2008 (1)             | 181      | 0    |
| Cristiano Lucarelli  | A     | 2008-2009                                              | 2008-2009 (1)        | 45       | 16   |
| Stefano Morrone      | C     | 2007-2013                                              | 2009-2013 (5)        | 169      | 9    |
| Alessandro Lucarelli | D     | 2008-2018                                              | 2013-2018 (5)        | 350      | 22   |
| Bruno Alves          | D     | 2018-2021                                              | 2018-2021 (3)        | 86       | 5    |
| Gianluigi Buffon     | P     | 1995-2001, 2021-2023                                   | 2021-2023 (2)        | 265      | -261 |
| Enrico Delprato      | D     | 2021-                                                  | 2023- (2)            | 145      | 10   |

Dati aggiornati al 22 gennaio 2025.

### Record presenze
| Campionato - 333 Alessandro Lucarelli (2008-2018) - 308 Ivo Cocconi (1948-1962) - 307 Ermes Polli (1958-1969) - 304 Luigi Apolloni (1987-1999) - 280 Lorenzo Minotti (1987-1996) - 258 Antonio Benarrivo (1991-2004) - 242 Giovanni Colonnelli (1971-1979) 242 Giovanni Mazzoni (1921-1934) - 241 Alessandro Melli (1985-1988, 1989-1994, 1995-1997) - 231 Augusto Ponticelli (1930-1941) | Competizioni UEFA - 58 Antonio Benarrivo (1991-2004) - 47 Néstor Sensini (1993-1999, 2000-2002) - 46 Fabio Cannavaro (1995-2002) - 43 Dino Baggio (1994-2000) - 38 Lilian Thuram (1996-2001) - 37 Luca Bucci (1993-1997, 2005, 2006-2007) - 36 Gianluigi Buffon (1995-2001, 2021-) - 35 Luigi Apolloni (1991-1999) - 33 Massimo Crippa (1993-1998) - 32 Lorenzo Minotti (1991-1996) | Coppa Italia - 44 Luigi Apolloni (1987-1999) - 43 Antonio Benarrivo (1991-2004) - 42 Lorenzo Minotti (1987-1996) - 39 Roberto Mussi (1984-1997) - 36 Alessandro Melli (1985-1998, 1989-1994, 1995-1997) - 33 Néstor Sensini (1993-1999, 2000-2002) - 30 Gabriele Pin (1983-1985, 1992-1996) - 28 Marco Osio (1987-1993) - 27 Fabio Cannavaro (1995-2002) - 25 Lilian Thuram (1996-2001)          |
| Serie A - 258 Antonio Benarrivo (1991-2004) - 212 Fabio Cannavaro (1995-2002) - 204 Luigi Apolloni (1990-1999) 204 Antonio Mirante (2009-2015) - 193 Alessandro Lucarelli (2008-2015) - 191 Néstor Sensini (1993-1999, 2000-2002) - 183 Lorenzo Minotti (1990-1996) - 176 Luca Bucci (1993-1997, 1997-1998, 2004-2008) - 172 Dino Baggio (1994-2000) - 168 Gianluigi Buffon (1995-2001)   | Serie B - 200 Ivo Cocconi (1948-1949, 1954-1962) - 191 Ermes Polli (1958-1965) - 144 Aldo Silvagna (1959-1965) - 118 Carlo Azzali (1955-1960) - 114 Olmes Neri (1960-1964) - 113 Giuseppe Calzolari (1958-1961, 1965) 113 Primo Sentimenti (1959-1964) - 110 Luigi Vitto (1946-1949) - 108 Valeriano Fiorin (1986-1990) 108 Alberto Recchia (1960-1963)                             | Serie C/C1 - 196 Giovanni Colonnelli (1971-1973, 1975-1979) - 160 Raimondo Taucar (1949-1954) - 144 Augusto Ponticelli (1935-1941) - 137 Marco Torresani (1975-1979) - 122 William Bronzoni (1937-1940, 1946-1947) - 108 Ivo Cocconi (1949-1954) - 107 Fabio Aselli (1980-1984) - 101 Michele Benedetto (1972-1973, 1975-1977) - 99 Giuseppe Regali (1970-1973) - 98 Venuto Lombatti (1939-1943) |

### Record marcature
| In campionato - 79 William Bronzoni (1945-1953) - 72 Hernán Crespo (1996-2000, 2010-2012) - 56 Alessandro Melli (1985-1988, 1989-1994, 1995-1997) - 53 Luciano Degara (1941-1943) - 52 Giuseppe Stocchi (1929-1936) - 50 Alberto Gilardino (2002-2005) - 49 Július Korostelev (1951-1956) 49 Alberto Rizzati (1972-1974, 1975-1976) 49 Gianfranco Zola (1993-1996) - 42 Luigi Del Grosso (1933-1936, 1940-1941, 1946-1947) | Competizioni UEFA - 11 Hernán Crespo (1996-2000) - 9 Faustino Asprilla (1992-1996, 1998-1999) 9 Marco Di Vaio (1999-2002) - 8 Enrico Chiesa (1996-1999) 8 Gianfranco Zola (1993-1996) - 7 Néstor Sensini (1993-1999, 2000-2002) - 6 Dino Baggio (1994-2000) - 5 Emiliano Bonazzoli (2000, 2001-2003) 5 Alessandro Melli (1992-1994, 1995-1997) - 4 Abel Balbo (1998-1999) 4 Alberto Gilardino (2002-2005) 4 Marco Marchionni (2001-2003, 2003-2005) 4 Lorenzo Minotti (1991-1996) 4 Adrian Mutu (2002-2003) 4 Mario Stanić (1996-2000) | Coppa Italia - 11 Alessandro Melli (1985-1988, 1989-1994, 1995-1997) - 10 Hernán Crespo (1996-2000, 2010-2012) - 8 Tomas Brolin (1990-1995, 1997) - 7 Faustino Asprilla (1992-1996, 1998-1999) 7 Gianfranco Zola (1993-1996) - 6 Marco Branca (1994-1995) 6 Enrico Chiesa (1996-1999) - 5 Zlatko Dedič (2001-2004, 2005-2006, 2006-2007) 5 Angelo Gardini (1938-1940) 5 Manfredo Grandi (1935-1937) |
| Serie A - 72 Hernán Crespo (1996-2000, 2010-2012) - 50 Alberto Gilardino (2002-2005) - 49 Gianfranco Zola (1993-1996) - 41 Marco Di Vaio (1999-2002) - 40 Alessandro Melli (1990-1994, 1995-1997) - 33 Enrico Chiesa (1996-1999) - 26 Faustino Asprilla (1992-1996, 1998-1999) - 25 Amauri (2011, 2012-2014) - 23 Adriano (2002-2004) 23 Gervinho (2018-2021)                                                              | Serie B - 35 Paolo Erba (1954-1957) - 29 Giuseppe Calzolari (1958-1961, 1964-1965) - 25 Franco Vázquez (2021-2023) - 24 Adrian Benedyczak (2021-2024) - 21 William Bronzoni (1946-1949) - 20 Dennis Man (2021-2024) - 16 Fabio Bonci (1974-1975, 1979-1980) - 15 Franco Marmiroli (1957-1960) 15 Alessandro Melli (1986-1988, 1989-1990) 15 Giovanni Meregalli (1961-1963, 1964-1965) 15 Alberto Rizzati (1973-1974) | Serie C/C1 - 58 William Bronzoni (1949-1953) - 52 Luciano Degara (1941-1943) - 41 Július Korostelev (1951-1954) - 36 Edmondo Fabbri (1951-1954) - 34 Alberto Rizzati (1972-1973, 1975-1977) - 28 Luigi Del Grosso (1935-1936, 1940-1941) 28 Giuseppe Carlo Ferrari (1940-1943) - 27 Massimo Barbuti (1982-1984) 27 Orazio Rancati (1970-1972) - 25 Venuto Lombatti (1939-1943)                      |

### Record panchine
| In campionato - 242 Nevio Scala (1989-1996) - 162 Roberto D'Aversa (2016-2020, 2021) - 135 Roberto Donadoni (2012-2015) - 122 Giorgio Sereni (1972-1975, 1981) - 117 Alfredo Mattioli (1936-1937, 1940-1944) - 103 Mario Genta (1960-1962) - 103 Fabio Pecchia (2022-2025) - 86 Emilio Grossi (1927-1928, 1929-1930, 1931-1932) - 82 Tito Mistrali (1933-1936) - 81 Alberto Malesani (1998-2000) | Coppa Italia - 38 Nevio Scala (1989-1996) - 16 Alberto Malesani (1998-2001) - 14 Arrigo Sacchi (1985-1987) - 11 Pietro Carmignani (1984-1985, 2001-2002, 2004-2005) - 10 Marino Perani (1983-1985) - 9 Carlo Ancelotti (1996-1998) - 8 Giorgio Sereni (1973-1975) - 7 Fabio Pecchia (2022-2025) - 6 Roberto D'Aversa (2017-2021) 6 Roberto Donadoni (2012-2015) 6 Cesare Prandelli (2002-2004) | Competizioni UEFA - 40 Nevio Scala (1991-1996) - 27 Alberto Malesani (1998-2000) - 11 Pietro Carmignani (2001-2002, 2004-2005) - 10 Carlo Ancelotti (1996-1998) 10 Cesare Prandelli (2002-2004) - 8 Renzo Ulivieri (2000-2002) - 6 Stefano Pioli (2006-2007) - 5 Silvio Baldini (2004-2005) - 2 Daniel Passarella (2001-2002) - 2 Claudio Ranieri (2006-2007) |

| Serie A - 204 Nevio Scala (1990-1996) - 135 Roberto Donadoni (2012-2015) - 98 Roberto D'Aversa (2018-2020, 2021) - 81 Alberto Malesani (1998-2000) - 68 Carlo Ancelotti (1996-1998) 68 Cesare Prandelli (2002-2004) - 44 Pietro Carmignani (2001, 2001-2002, 2004-2005) - 38 Mario Beretta (2005-2006) 38 Francesco Guidolin (2000-2010) - 31 Pasquale Marino (2010-2011) | Serie B - 103 Mario Genta (1960-1962) - 76 Fabio Pecchia (2022-2024) - 71 Giorgio Sereni (1973-1975) - 69 Giampiero Vitali (1987-1989) - 68 Ivo Fiorentini (1954-1956) 68 Emilio Grossi (1929-1930, 1931-1932) - 66 Guido Mazzetti (1958-1960) - 61 Čestmír Vycpálek (1956-1968) - 42 Roberto D'Aversa (2017-2018) - 38 Arrigo Sacchi (1986-1987) 38 Nevio Scala (1989-1990) |

### Voci generiche
- Statistiche del campionato italiano di Serie A
- Classifica perpetua del campionato italiano di calcio (1898-1929)
- Classifica perpetua del campionato italiano di Serie A
- Statistiche delle competizioni UEFA per club